# Myasishchev VM-T
El Myasishchev VM-T «Atlant» (en ruso: Мясищев ВМ-Т «Атлант»), es una variante del bombardero Myasishchev M-4 Molot; diseñado como un avión de transporte aéreo estratégico. El VM-T fue modificado para transportar cohetes de refuerzo así como los transbordadores espaciales soviéticos del programa Buran. Es también conocido como 3M-T.

## Diseño y desarrollo
El diseño fue concebido en 1978, cuando se le pidió a Myasishchev resolver el problema del transporte de cohetes y otros grandes vehículos espaciales para el Cosmódromo de Baikonur. Los ingenieros utilizaron un viejo 3M (bombardero modificado H-4) y se sustituyó el empenaje del 3M por una cola en H dejando espacio a cargas de hasta dos veces el diámetro del fuselaje del avión. En la parte superior de la aeronave se encuentra un gran contenedor de carga. También se diseñó un nuevo controlador de vuelo para compensar la nueva distribución y aumento de peso.
El primer vuelo del Atlant se realizó en 1981, realizando más tarde su primer vuelo con carga en enero de 1982. Su principal tarea fue transportar los cohetes lanzadores Energía, usados en el transbordador Buran, desde su fabricación al Cosmódromo de Baikonur. También se hizo uso de esta aeronave para transportar el transbordador espacial soviético Buran a dicho Cosmódromo.
Se construyeron dos aeronaves de este modelo. Fueron reemplazadas en 1989 por el Antonov An-225 Mriya. Una de ellas se conserva en el Aerodrómo de Zhukovsky, propiedad de TsAGI y el Gromov Flight Research Institute; el otro se encuentra en la base de Dyagilevo en Ryazan.

## Operadores
- Fuerza Aérea Soviética

## Características generales
- Tripulación: 5
- Carga útil: 50 t
- Longitud: 51,2 m
- Envergadura: 53,6 m
- Altura: 10,6 m
- Peso en vacío: 75 740 kg
- Peso máximo en despegue: 192 t
- Motor: 4 × RKBM/Koliesov VD-7MD turborreactores, 105,5 kN (10 760 kgf) cada uno[2]

Rendimiento
- Velocidad máxima: 500 km/h
- Autonomía: 1500 km
- Techo de vuelo: 8000 - 9000 m
- Relación empuje a peso: 8,4 N/kg (0,86 kgf /kg)[2]